# Sony Xperia SP

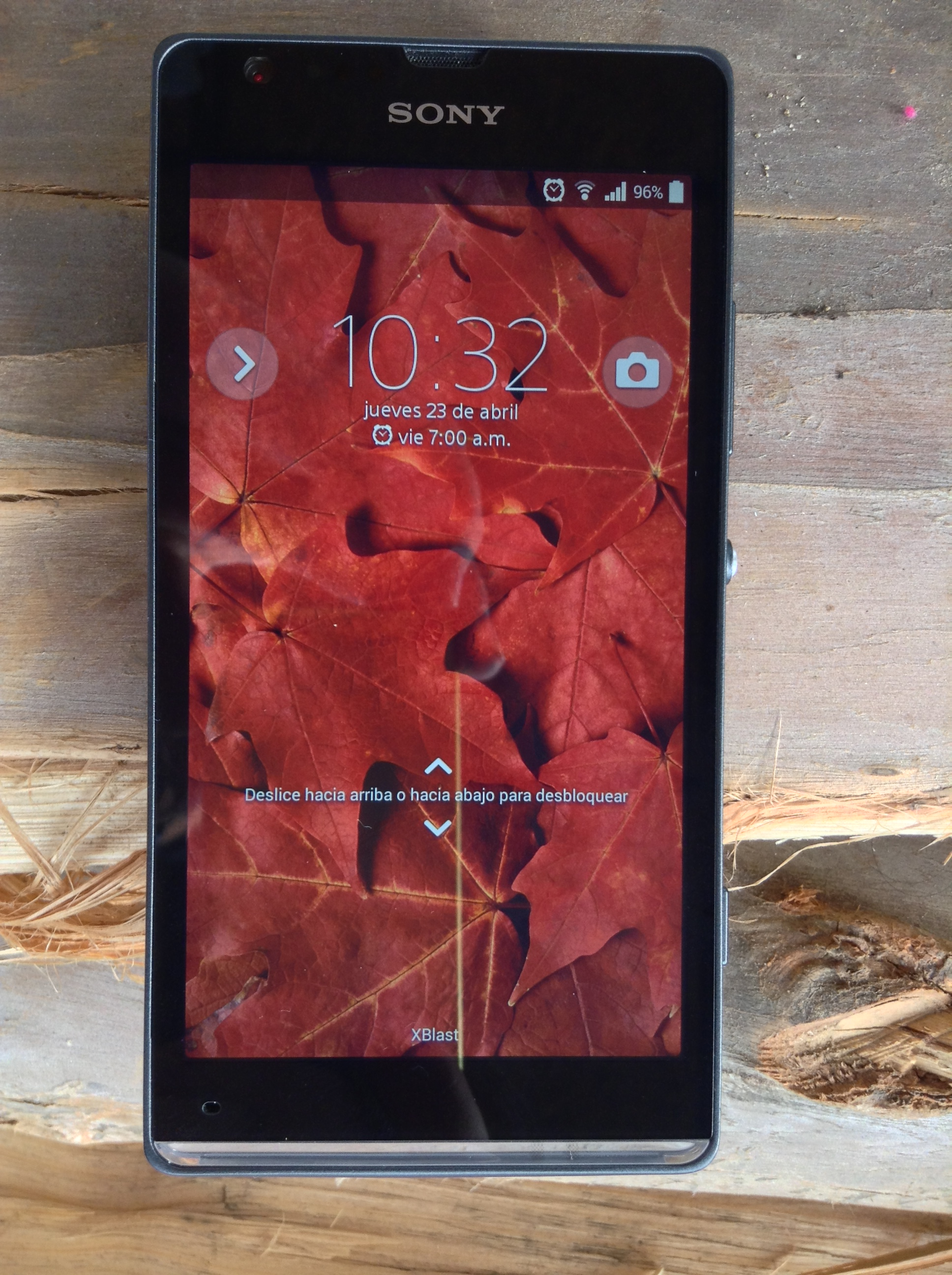
Sony xperia sp noir

 (juin 2013).
Si vous disposez d'ouvrages ou d'articles de référence ou si vous connaissez des sites web de qualité traitant du thème abordé ici, merci de compléter l'article en donnant les références utiles à sa vérifiabilité et en les liant à la section « Notes et références ».
Le Sony Xperia SP est un smartphone milieu/haut de gamme créé par Sony Mobile Communications (anciennement Sony Ericsson) commercialisé dès mai 2013 pour environ quatre cents euros. Il fonctionne sous Android 4.1.2 Jelly Bean (avec surcouche de Sony). C'est le descendant du Sony Xperia S et Sony Xperia P dont il reprend les points forts et les améliore encore. 
La mise à jour Android 4.3 est disponible en France en février 2014.

## Caractéristiques
Bien que muni d'un processeur double cœurs de type Snapdragon S4 pro (MSM8960T) et cadencé à 1,7 GHz, celui-ci dépasse en fonctionnalité et en vitesse bien des appareils munis de processeurs sur le papier bien meilleurs voire à quatre cœurs. Cela s'explique essentiellement par un excellent travail d'optimisation du constructeur Sony.
Les spécifications principales du téléphone sont :
- Qualcomm Snapdragon S4 Pro MSM8960T 1,7 GHz (dual-core Krait 300 / Adreno 320 400 MHz)[3]
- RAM : 1 Go
- Écran TFT 4,6" avec une définition de 1280 x 720 pixels et une technologie BRAVIA 2
- Appareil photo 8 mégapixels avec autofocus et Capteur d'image Exmor RS et Flash - LED
- UMTS
- HSPA+
- LTE/4G
- NFC
- DLNA Certified
- PlayStation Certified
- xLoud Experience
- Technologies Clear Bass, Clear Stereo et Clear Phase
- 3D Surround
- Systèmes de positionnement par satellites GPS et GLONASS
- Barre lumineuse avec effets optiques directement issue de la génération NXT 2012

## Nouveauté de Android 4.3
- Project Butter
- Nouvelle interface pour l'appareil photo
- De nouveaux thèmes
- Mise à jour des small apps
- Nouvelle interface des menus
- Nouvelles interface pour le Walkman
- Nouvel UI
- Amélioration de l'accroche Wi-fi